# Сен-Пале-де-Негриньяк
Сен-Пале́-де-Негринья́к (фр. Saint-Palais-de-Négrignac) — коммуна во Франции, находится в регионе Пуату — Шаранта. Департамент коммуны — Шаранта Приморская. Входит в состав кантона Монльё-ла-Гард. Округ коммуны — Жонзак.
Код INSEE коммуны — 17378.

## Население
Население коммуны на 2010 год составляло 400 человек.
| 1962 | 1968 | 1975 | 1982 | 1990 | 1999 | 2010 |
| ---- | ---- | ---- | ---- | ---- | ---- | ---- |
| 487  | 446  | 407  | 388  | 351  | 329  | 400  |